# Eupromerella nigroapicalis
Eupromerella nigroapicalis là một loài bọ cánh cứng trong họ Cerambycidae.